# Volodymyr Starchyk
Volodymyr Starchyk, né le 13 avril 1980 à Kiev, est un coureur cycliste ukrainien. Il est actuellement directeur sportif de l'équipe Amore & Vita.

## Palmarès
- 1999
  - 2e du Tour de Ribas
- 2000
  - 2e du Trophée Tempestini Ledo
- 2001
  - Coppa Collecchio
  - 3e de Florence-Viareggio
- 2002
  - 2e étape du Tour des régions italiennes (contre-la-montre)
  - 8e du championnat d'Europe du contre-la-montre espoirs
- 2003
  - 2e étape du Tour de la communauté de Madrid (contre-la-montre)
  - 2e de Bassano-Monte Grappa
- 2004
  - 3e du Tour de Roumanie
- 2006
  - 2e du championnat d'Ukraine sur route
- 2008
  - 2e étape Tour de Bulgarie
- 2009
  -  Champion d'Ukraine sur route
  - Univest Grand Prix
    - Classement général
    - 1re et (contre-la-montre par équipes) et 2e étapes

  - 2e du Szlakiem Grodów Piastowskich
- 2010
  - Snake Alley Criterium

## Classements mondiaux
| Année            | 2005 | 2006 | 2007  | 2008 | 2009 | 2010  |
| ---------------- | ---- | ---- | ----- | ---- | ---- | ----- |
| UCI America Tour |      |      |       |      | 47e  | 358e  |
| UCI Asia Tour    |      |      |       | 167e | 139e | 114e  |
| UCI Europe Tour  | 758e |      | 1108e | 711e | 51e  | 1024e |